# François-Vincent Raspail
François-Vincent Raspail (ur. 1794, zm. 1878) – francuski chemik, botanik, fizjolog, lekarz oraz polityk socjalistyczny. 
W latach 1824–1832 był w opozycji do monarchii lipcowej, w wyniku czego był represjonowany przez władze. Za działalność polityczną w 1848 roku, w tym za udział w manifestacji dzień polski, został skazany na wygnanie z kraju. W latach 1848–1859 przebywał na emigracji. Pomimo zaangażowania politycznego Raspail był czynnym uczonym, przeprowadzał eksperymenty medyczne, pisał prace naukowe z dziedziny chemii i medycyny. Jest również autorem pracy Réformes sociale.
Ważniejsze prace Raspaila:
- Essai de chimie microscopique (1830)
- Nouveau système de chimie organique (1833)
- Lettres sur les Prisons du Paris (1839)
- De la Pologne sur les bords de la Vistule et dans l'émigration (1839)
- Histoire naturelle de la santé (1843)[1]